# Douglas (Wisconsin)
Douglas es un pueblo ubicado en el condado de Marquette en el estado estadounidense de Wisconsin. En el censo de 2010 tenía una población de 725 habitantes y una densidad poblacional de 9,59 personas por km².

## Geografía
Douglas se encuentra ubicado en las coordenadas 43°41′7″N 89°32′56″O / 43.68528, -89.54889. Según la Oficina del Censo de los Estados Unidos, Douglas tiene una superficie total de 75.61 km², de la cual 74.68 km² corresponden a tierra firme y (1.24%) 0.94 km² es agua.

## Demografía
Según el censo de 2010, había 725 personas residiendo en Douglas. La densidad de población era de 9,59 hab./km². De los 725 habitantes, Douglas estaba compuesto por el 97.66% blancos, el 0.14% eran afroamericanos, el 0.28% eran amerindios, el 0.55% eran asiáticos, el 0% eran isleños del Pacífico, el 0.97% eran de otras razas y el 0.41% pertenecían a dos o más razas. Del total de la población el 1.66% eran hispanos o latinos de cualquier raza.